# Скоропадський Михайло Васильович
Михайло Васильович Скоропадський (1697 — † 2 січня 1758) — генеральний підскарбій Глухівського періоду в історії України, член Правління гетьманського уряду (1741—1758 рр.) та член Генеральної військової канцелярії за правління гетьмана Кирила Розумовського, племінник гетьмана Івана Скоропадського.

## Біографія
Батько Михайла Васильовича Скоропадського Василь отримував підвищення по службі слідом за підвищеннями свого старшого брата Івана — спочатку був Березинським сотником (1697-1709), а потім зроблений чернігівським полковим обозним в 1713 р., придбав собі багато земель в різних місцях чернігівського полку, побудував на них млини, заснував слободи (за ним було багато сіл в Сосницькому повіті). Від брата отримані ним були і маєтності, які в 1718 році закріплені царською грамотою. Помер він в 1727 році. З його двох синів, Івана та Михайла, перший залишився в невідомості, а Михайло став потім одним з важливих чиновників, він виділився з-поміж товаришів частково своїм практичним розумом, а ще більше своїми родинними зв'язками з гетьманським родом.
У 1715 році почав військову службу, одружився з княжною Четвертинського, а після її смерті — на дочці миргородського полковника, а потім і гетьмана, Апостола. У 1727 році вирушив у Гилянський похід, але, завдяки зв'язкам, позбувся походу раніше інших. Отримавши після смерті батька велику спадщину, Михайло став в число перших багатіїв, будинок свій тримав відкритим і славився хлібосольством і навіть більше, ніж хлібосольством — гульня і карткова гра були звичайним проведенням часу багатих будинків.
Після смерті Апостола в 1734 році він знайшов собі нового покровителя в особі князя Олексія Шаховського, що стояв на чолі управління Малоросією в той час. За допомогою нього Михайло в 1734 році виклопотав царську грамоту на всі свої маєтки. У 1739 році брав участь в Хотинському поході, але, як і з гилянського, дуже швидко повернувся. 27 квітня 1741 року одержав генеральний уряд військового підскарбія.
Коли в 1744 році імператриця Єлизавета, відвідавши Малоросію, була в Глухові — гетьманській резиденції, то Михайло Скоропадський від імені місцевої старшини вітав там імператрицю промовою, а потім новопризначеного гетьмана графа Кирила Розумовського, коли він прибув до Глухова влітку 1751 року. У 1753 році Михайло Скоропадський був призначений помічником управителя Генеральної канцелярії, але пробув на цій посаді не більше як рік, оскільки Розумовський дав йому відставку за скаргою свого фаворита, управителя канцелярії, Кочубея, якому, як не старався, не міг догодити старий підскарбій. Помер Михайло Скоропадський в 1758 році.

## Діти
У нього було троє дітей — Іван, Яків і Петро, які закінчили курс в Київській Академії. Через кілька років після смерті батька перший отримав уряд генерального осавула (1762-1781), а другий — бунчужного. У 1762 році Іван відмовився підписати чолобитну про надання гетьманської булави по спадковій лінії в родині Розумовських. У 1767 році був обраний до числа депутатів у Комісію для складання нового уложення. Завідувач в той час малоросійських справ граф Рум'янцев писав про Івана Скоропадського Катерині II, що він «при всіх науках … залишився козаком», іншим разом 27 лютого 1768 року — що «Скоропадський всіх інших керівник, бо захотів бути обраним в гетьмани». За відгуком Катерини II, в листі до Рум'янцева, «Скоропадський поводиться (в столиці), як вовк, і ні з ким з наших знатися не хоче». Помер Іван Скоропадський в 1782 році.